# Siedlungshaus

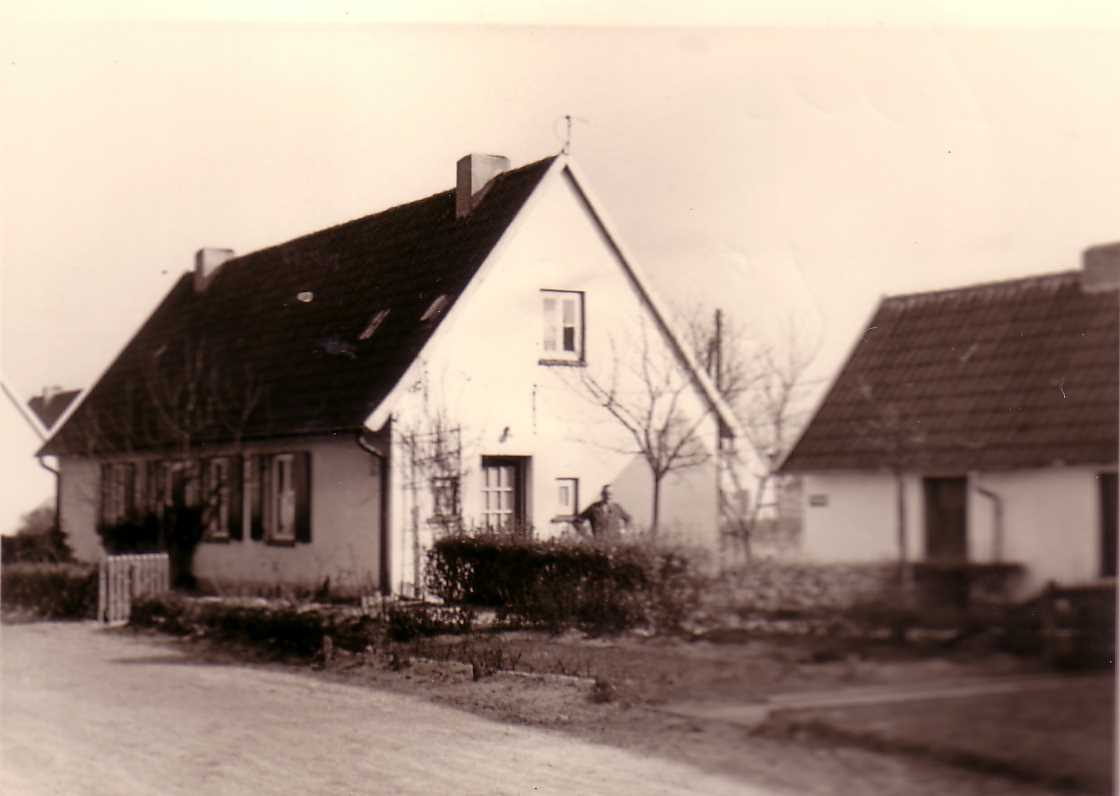
Siedlungshaus in den 1950er Jahren

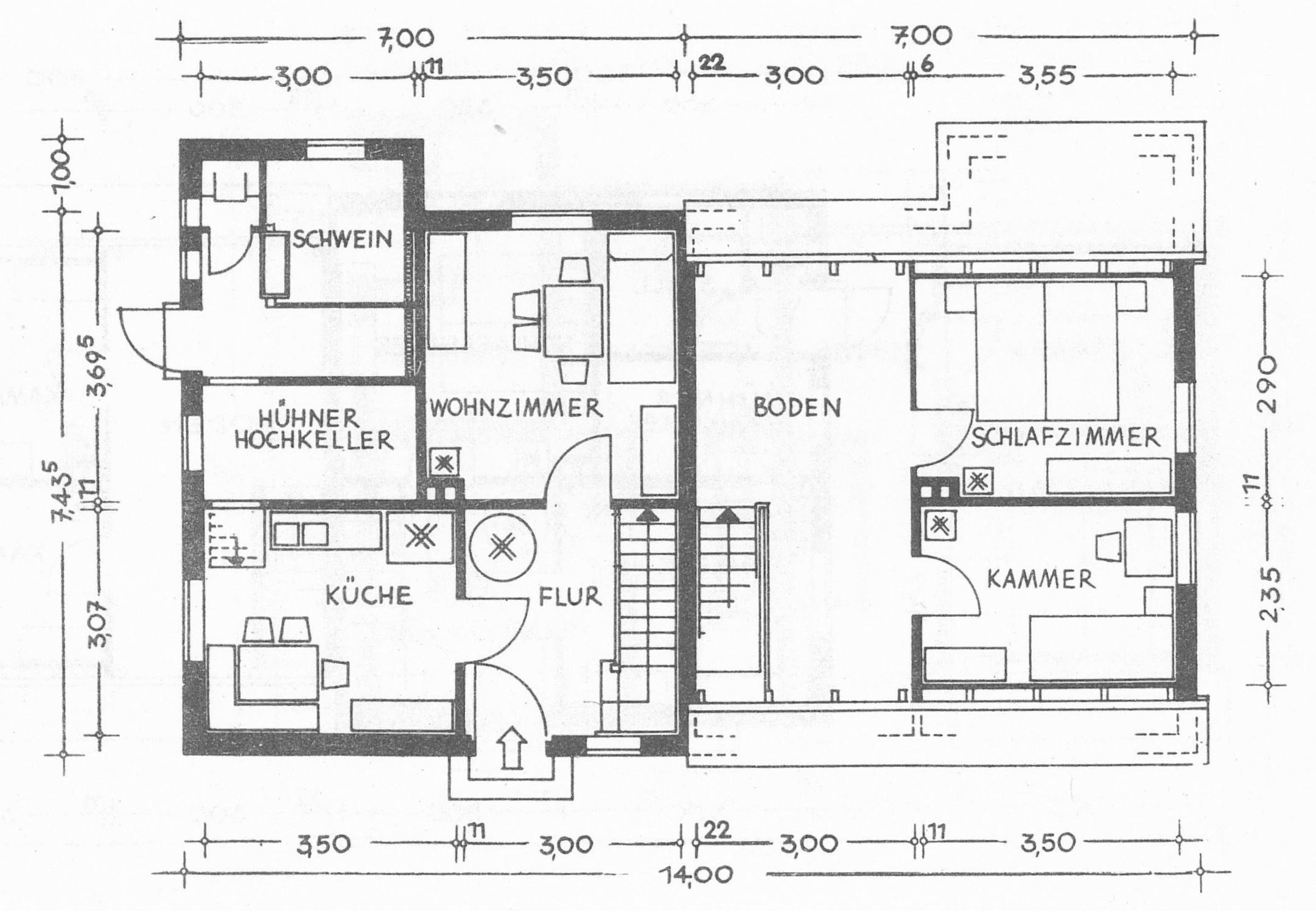
Grundriss eines Kleinsiedlungsgebäudes mit Stall (1951)

Bei einem Siedlungshaus (auch: Siedlerhaus) handelt es sich in der Regel um ein einfach gebautes eineinhalbstöckiges Haus mit geringer Wohnfläche auf einfachem Standard, meist umgeben von einem großen Nutzgarten zur Selbstversorgung und Existenzsicherung, teilweise auch mit kleinem Stall zur Haltung von z. B. Hühnern und einem Schwein. Bei Siedlungshäusern handelt es sich häufig um Typenbauten. Meistens sind es freistehende Einzel- oder Doppelhäuser mit Satteldach.
Siedlungen mit Siedlungshäusern (Kleinsiedlung) wurden besonders nach dem Ersten Weltkrieg zwischen den 1920er und 1950er Jahren als Stadt- oder Dorfrandsiedlungen erstellt. Diese Siedlungen wurden teils für Erwerbslose, Menschen mit geringem Einkommen oder (nach dem Zweiten Weltkrieg) für Flüchtlinge aus den ehemals deutschen Ostgebieten errichtet. Teils handelte es sich auch um Werksiedlungen. Oft wurden sie auch in Selbsthilfe erstellt.
Siedlungshäuser, zusammen mit den kleinen landwirtschaftlich genutzten (Nebenerwerb zur Sicherung des Existenzminimums) Nebengebäuden und dem großen Grundstück werden auch Siedlungsstellen genannt. Siedler, die zugleich Nutzer und Eigentümer der Siedlungsstellen waren, schlossen sich häufig zu Siedlergemeinschaften zusammen.
Heute werden die ehemaligen Stallgebäude und Grundstücke in der Regel nicht mehr vorrangig zur Selbstversorgung verwandt.
Eine Subform ist das Siedlungshaus im Kreuzgrundriss, welches erstmals auf der Weltausstellung 1855 präsentiert wurde. Dieses wurde prägend für das Ruhrgebiet.